# Elizabeth Barton
Elisabeth Barton (* um 1506 in Aldington, Grafschaft Kent; † 21. April 1534 in Tyburn, London) war eine englische Predigerin, die im Volk als Prophetin galt. Wegen ihrer verbalen Angriffe auf König Heinrich VIII. und ihres Aufrufs zum Widerstand gegen den König wurde sie des Hochverrats angeklagt. Sie musste widerrufen und wurde 1534 hingerichtet.

## Leben
Über Elizabeth Bartons Herkunft und Kindheit ist wenig bekannt, da nach ihrer Verhaftung sämtliche Schriftstücke über sie beschlagnahmt und wahrscheinlich vernichtet wurden. Zunächst arbeitete sie als Dienstmädchen im Haushalt des Thomas Cobb, des Verwalters des Erzbischofs von Canterbury, William Warham. Mit sechzehn Jahren erklärte Elizabeth zum ersten Mal, dass sie während einer Krankheit Visionen der Jungfrau Maria gehabt und mit ihr gesprochen habe. Der Erzbischof ließ den Fall untersuchen und der Benediktiner Edward Bocking bestätigte die Echtheit der Visionen. Daraufhin wurde Elizabeth im Jahr 1526 von den Benediktinerinnen von Canterbury aufgenommen, wo sie die folgenden acht Jahre zubrachte.
Bartons Prophezeiungen lockten rasch viele Pilger zum Kloster vom Heiligen Grab, unter anderem Thomas Morus und Bischof John Fisher. Auch hielt sie Predigten und ermahnte Sünder zur Reue. Angeblich konnte sie die Sünden der Menschen, die sie aufsuchten, detailliert benennen, was ihr großen Respekt unter der einfachen Bevölkerung einbrachte. Bald wurde sie bekannt unter der Bezeichnung „heilige Maid von Kent“, später auch die „verrückte Maid von Kent“. Thomas Morus etwa zeigte sich wenig beeindruckt von ihr und bezeichnete ihre Offenbarungen als Dinge, die „meiner Meinung nach eine einfältige Frau kraft ihres eigenen Witzes sprechen würde“. Bartons Prophezeiungen richteten sich zunächst gegen Ketzerei und die Lehren Martin Luthers. Sie rief die Leute zu einem gottesfürchtigen Leben und zu Gehorsam gegenüber dem König auf. 

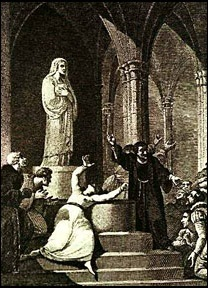
Elizabeth Barton in Trance, rechts von ihr Edward Bocking. Darstellung des 19. Jahrhunderts

Als die Absicht des Königs Heinrich VIII. bekannt wurde, die Ehe mit Katharina von Aragón für nichtig erklären zu lassen, sprach sich Barton dagegen aus. Sie erhielt 1528 eine Audienz bei dem einflussreichen Kardinal Thomas Wolsey, dessen Fall sie voraussagte. Wolsey verschaffte ihr eine Audienz beim König. Vor ihm erklärte Barton, dass Heinrich großes Unglück heraufbeschwören würde, sollte er weiterhin versuchen, Anne Boleyn zu heiraten. Ihr hätte ein Engel prophezeit, „dass er einen Monat nach einer solchen Heirat nicht länger König dieses Reiches“ sein würde und auch „nicht länger mehr König in den Augen Gottes, sondern würde eines schändlichen Todes sterben“. Zusätzlich gab sie an, dass sie den Platz in der Hölle gesehen habe, der für Heinrich reserviert sei.  
Auch sprach sie über die Rache Gottes an Papst Clemens VII., falls die Ehe für nichtig erklärt würde. Da sie Ängste des Adels vor einem Aufstand zum Ausdruck brachte, wurde sie unter anderem von Gertrude Courtenay kontaktiert, einer engen Freundin Katharinas, deren Ehemann Henry Courtenay, 1. Marquess of Exeter der Cousin des Königs war. Thomas More hingegen warnte sie, vorsichtig mit ihren Äußerungen zu sein, da die Prophezeiungen eines Mönchs Edward Stafford, Lord Buckingham ins Unglück gestürzt hätten.
Als im Juni 1533 Anne Boleyn gekrönt wurde, rief Elisabeth Barton zur Rebellion und zum Sturz des Königs auf. Ausdrücklich stellte sie sich auf die Seite der zum Bastard erklärten Prinzessin Maria und verlangte, deren Anspruch auf den Thron notfalls mit Waffengewalt durchzusetzen. „Sie würde genug Beistand und Hilfe haben, dass niemand ihr Geburtsrecht antasten könnte“. Es ist unklar, ob Barton dabei Visionen hatte oder ob die Gegner der Scheidung sie als Sprachrohr benutzten. Trotz seines Bruchs mit Rom war Heinrich gläubig und Bartons Vorhersage, dass er in die Hölle kommen würde, machte sichtlichen Eindruck auf ihn. Bekannt ist zudem, dass die Kartäuser und die Franziskaner Bartons Prophezeiungen druckten und verbreiteten. Barton wurde somit zu einer populären Gegnerin der Reformation des Königs und stellte ein machtpolitisches Risiko dar.
Im Juli 1533 wurde Barton zum ersten Mal verhört. Im November ließ der König sie verhaften. Der neue Erzbischof von Canterbury, Thomas Cranmer, vernahm sie und brachte sie vor das Gericht der Star Chamber. Im Tower of London wurde sie Verhören und Drohungen ausgesetzt, bis sie schließlich unter dem Druck und möglicherweise aus Angst vor Folter widerrief. Der Minister Thomas Cromwell sorgte zudem dafür, dass alle Schriften über sie gesammelt und vernichtet wurden. Auch wurden Gottesdienste abgehalten, in denen die Prediger Barton und die, die ihr geglaubt hatten, verspotteten. Am 23. November wurden Barton und einige ihrer Befürworter der Öffentlichkeit vorgeführt und der Lächerlichkeit preisgegeben.
Für eine Anklage wegen Hochverrats genügten die Fakten jedoch nicht. Laut dem Gesetz von 1532 waren nur aktive Handlungen gegen den König als Hochverrat zu betrachten, nicht Worte. Einzig durch den sogenannten Act of Attainder konnte Barton rechtskräftig verurteilt werden. Das Parlament verurteilte im Februar 1534 Barton und die Ordensmänner Edward Bocking, William Hadley, Hugh Rich, Richard Risby und zwei weitere als ihre Mitschuldigen zum Tode. Im ersten Entwurf der entsprechenden Parlamentsbulle waren auch Thomas More und John Fisher beschuldigt worden. More allerdings reichte eine Anfechtungsklage ein und konnte damit seinen Namen von der Bulle entfernen.
Elizabeth Barton wurde am 21. April 1534 im Alter von 28 Jahren in Tyburn gehenkt. Ihre letzten Worte waren:

„Ich bin die Ursache nicht nur für meinen Tod, den ich rechtmäßig verdient habe, sondern auch den Tod all derer, die mit mir leiden werden. Ach! Ich war ein armes, ungebildetes Weib, doch die Lobpreisungen der Priester verdrehten mir den Kopf und ich dachte, ich könnte alles sagen, was mir in den Sinn kommt. Eingebildet durch ihr Lob verfiel ich dem Stolz und einer törichten Fantasie über mich selbst. Nun rufe ich Gott an und flehe den König um Vergebung an.“

Ihr Kopf wurde vom Körper getrennt und über der London Bridge zur Schau gestellt. Mit den Köpfen der anderen Hingerichteten verfuhr man vor den Stadttoren auf die gleiche Weise. Ihr Leichnam und die von Rich und Risby wurden noch am selben Tag in der Greyfriar’s Church in Newgate begraben.